# Pristotis obtusirostris
Pristotis obtusirostris es una especie de peces de la familia Pomacentridae en el orden de los Perciformes.

## Morfología
Los machos pueden llegar alcanzar los 14 cm de longitud total.

## Distribución geográfica
Se encuentra desde el Mar Rojo y el Golfo Pérsico hasta las Islas Ryukyu, Taiwán, Indonesia, Nueva Guinea y el norte de Australia.